# Пік Грифа
25°00′06″ пн. ш. 85°26′47″ сх. д. / 25.001666666667° пн. ш. 85.446388888889° сх. д.
Пік Грифа або грифовий пік (палі Gijjhakūṭa, санскр. गृध्रकूट, трансліт. Gṛdhrakūṭa), також відомий як Пік Святого Орла або Грідхракута, був, згідно з буддійською традицією, улюбленим місцем усамітнення Будди в Раджагасі (тепер Раджгір). Зокрема, у цьому місці пролунало найбільше визначних прововідей Будди. Раджгір розташований у штаті Біхар, Індія. Він названий так тому, що нагадує сидячого грифа зі складеними крилами.

## Галерея
|                                            |
| Чернець на пагорбах навколо Грифового піку |

|                     |
| Місце для медитацій |

|           |
| Вид згори |

|               |
| Грифовий парк |

|                    |
| Зібрання буддистів |